# Trest smrti v Thajsku
Trest smrti v Thajsku je legální formou trestu. V roce 2021 Thajsko patřilo k 54 zemím, které si trest smrti zachovaly nejen v legislativě, ale také jej v praxi vykonávaly. Z deseti zemí ASEAN jej postavila mimo zákon pouze Kambodža a Filipíny, ačkoliv Laos a Brunej nevykonávají popravy po celá desetiletí. Popravy se v Thajsku vykonávají pouze zřídka. Od roku 1935 do roku 2018 Thajsko popravilo 326 lidí, a to 319 bylo zastřeleno a 7 popraveno smrtící injekcí. V březnu 2018 čekalo v cele smrti 510 odsouzenců. Cely smrti se nachází především v centrální věznici v Bangkoku, ale jsou se i v provinčních věznicích po celé zemi. Thajské právo umožňuje vynesení rozsudku smrti za 35 zločinů, včetně vlastizrady, vraždy a obchodu s drogami.

## Historie

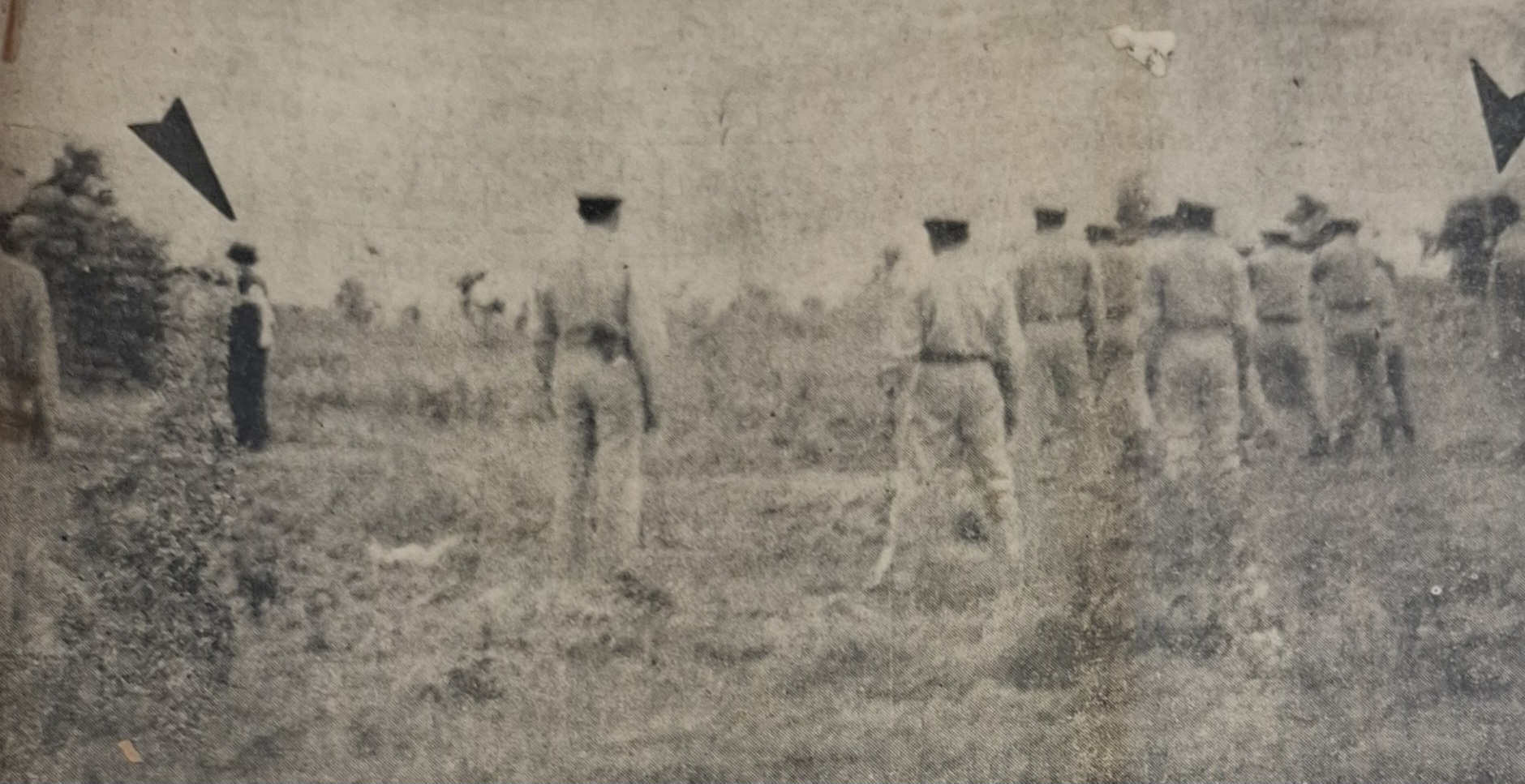
Poprava Sila Wongsina střelbou na čínském hřbitově v provincii Nakhon Ratchasima 26. června 1959.

Během období Rattanakosin bylo Thajsko, v té době nazývané Siam, pod „zákonem tří pečetí“, nazývaným také „Kotmai Tra Sam Duang“. Tento systém byl kodifikován roku 1805 za vlády krále Rámy I. a zůstal v platnosti až do přechodu Thajska na konstituční monarchii po nekrvavé revoluci v roce 1932. Podle zákona tří pečetí existovalo 21 různých forem trestu smrti, z nichž nejobvyklejší bylo stětí, ale pro velmi závažné zločiny se užívaly také daleko krutější způsoby poprav. Například ti, kteří byli usvědčeni ze zrady, byli zabaleni do látky nasáklé olejem a zapáleni. Za další zločiny hrozilo upálení na hranici, pohřbení zaživa, ušlapání slonem, uvaření v kotli nebo ukřižování. Pokud byl odsouzen k smrti příslušník královské rodiny, rozsudek byl vykonán ranou santalovou palicí do týla.
Způsoby provádění poprav se v průběhu let měnily. Například v roce 1938 byli odsouzenci popravováni jediným výstřelem z pušky. Později byli odsouzenci připoutáni ke kříži a kat na příkaz vystřelil do jejich zad dávku z kulometu. Takto byli v roce 1955 popraveni tři muži za zabití krále Anandy Mahidola. Odsouzenci měli při popravě paže připevněny k příčné tyči a jejich ruce byly sepjaté v tradičním gestu wai. V jejich rukou byly umístěny vonné tyčinky, květiny a svíčky. Kat vypálil dávku ze samopalu do oblasti srdce každého z odsouzenců. Jedna žena odsouzená za únos byla na kříž položena dvakrát, neboť přežila první střelbu. V roce 2001 bylo pět odsouzenců popraveno zastřelením při veřejné popravě, což vyvolalo silnou kritiku ze strany skupin na ochranu lidských práv.
V roce 2003 přijalo Thajsko jako jediný způsob popravy smrtící injekci. Poslední poprava zastřelením byla vykonána dne 11. prosince 2003 a první poprava smrtící injekcí proběhla následující den.

## Veřejné mínění
V článku Bangkok Post z roku 2014 uvedl, že průzkum ukázal, že více než 41 % Thajců je pro zachování trestu smrti a pouze 8 % jich bylo pro jeho zrušení. Zastánci trestu smrti v něm nejčastěji viděli odstrašující prostředek proti vraždám či znásilnění. V průzkumu Bangkok Post z roku 2018 se 92,49 % respondentů vyslovilo pro zachování trestu smrti a 7,51 % dotázaných s ním nesouhlasilo. Premiér Thajska Prajutch Čan-Oča v roce 2018 prohlásil, že trest smrti je nezbytný k udržení míru a pořádku a k odvrácení závažných zločinů.